# Hers-Mort
L'Hers-Mort o semplicemente Hers è un fiume del Sud della Francia, che scorre nei due dipartimenti dell'Aude e dell'Alta Garonna, nella regione Occitania; è un affluente diretto, alla destra orografica, della Garonna. Esso attraversa le regioni naturali del Razès, della Piège e del Lauragais.

## Toponimia
Nel corso dei secoli l'Hers-Mort è stato denominato: Hereium, 1185 (arch. Hte-Gar., Malle, S.-Michel). Flumen Heraicum = Hereium, 1195 (Doat, 83, f. 224). Rivus Yrcii, 1378 (arch. Hte-Gar., Malte, S.-Mich., III, 8). L'Ers morte, 1781 (c. dioc. Mirep.). Lers mort (cad. de Fonters). (DT).

## Geografia

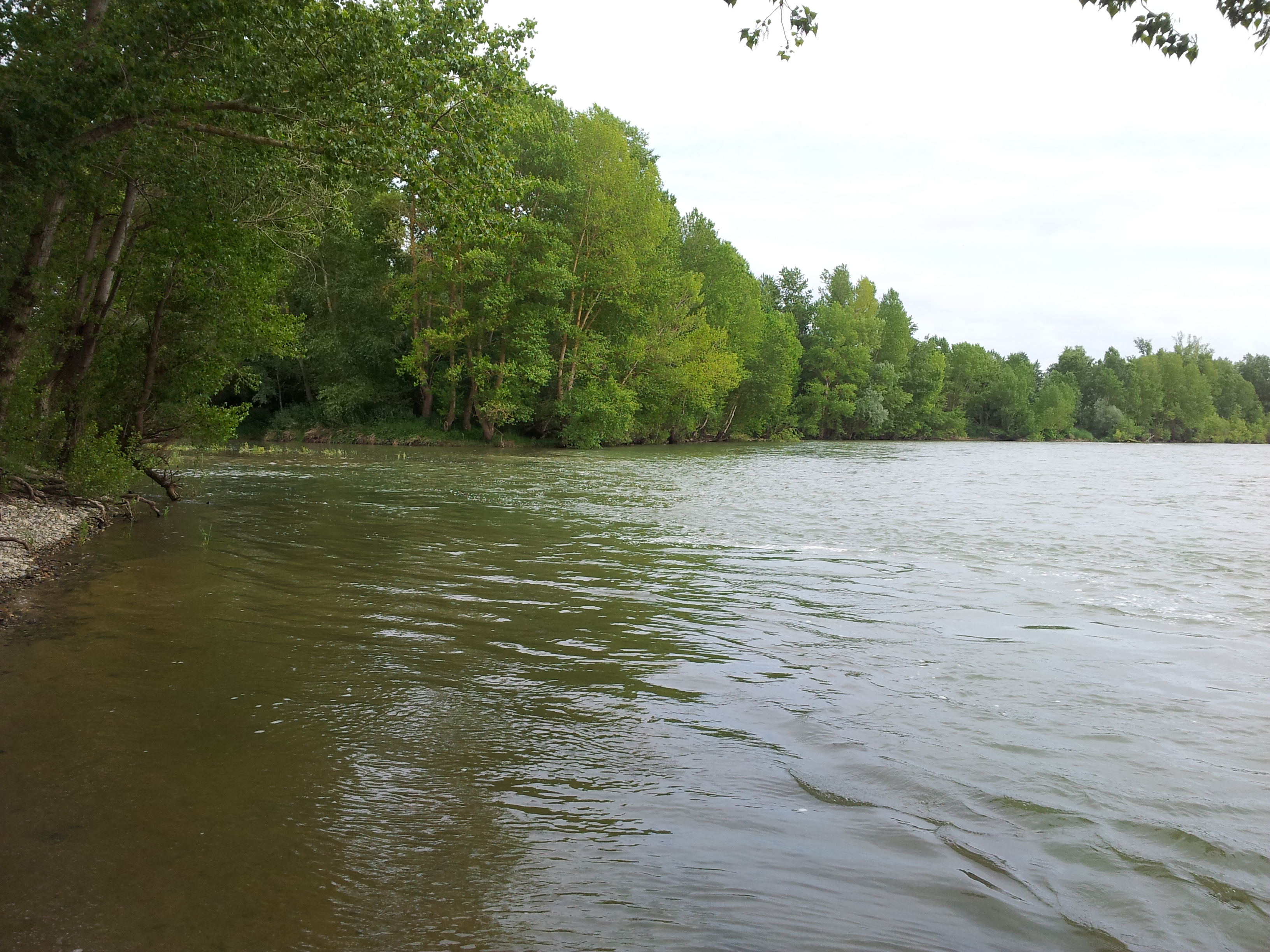
Confluenza con la Garonna a Saint-Jory.

Lungo 89.3 km, l'Hers-Mort sorge nel Lauragais dopo Fonters-du-Razès, sul territorio comunale di Laurac, a 360 m d'altitudine s.l.m., nel dipartimento dell'Aude.
Confluisce nella Garonna a nord di Saint-Jory, a livello del comune di Ondes, nel territorio comunale di Grenade, in Alta Garonna, a 108 metri d'altitudine, dopo aver fiancheggiato da sud a nord il comune di Tolosa, e attraversato il Canale laterale alla Garonna.
La sua valle in particolare è imboccata dalla tangenziale di Tolosa (parte nord-est), l'autostrada dei Due Mari, il canal du Midi e la Ferrovia Bordeaux-Sète nel tratto da Tolosa a Castelnaudary, così come l'aeroporto di Tolosa - Lasbordes, il sito della città dello spazio ed Eurocentro.

### Dipartimenti e principali comuni attraversati

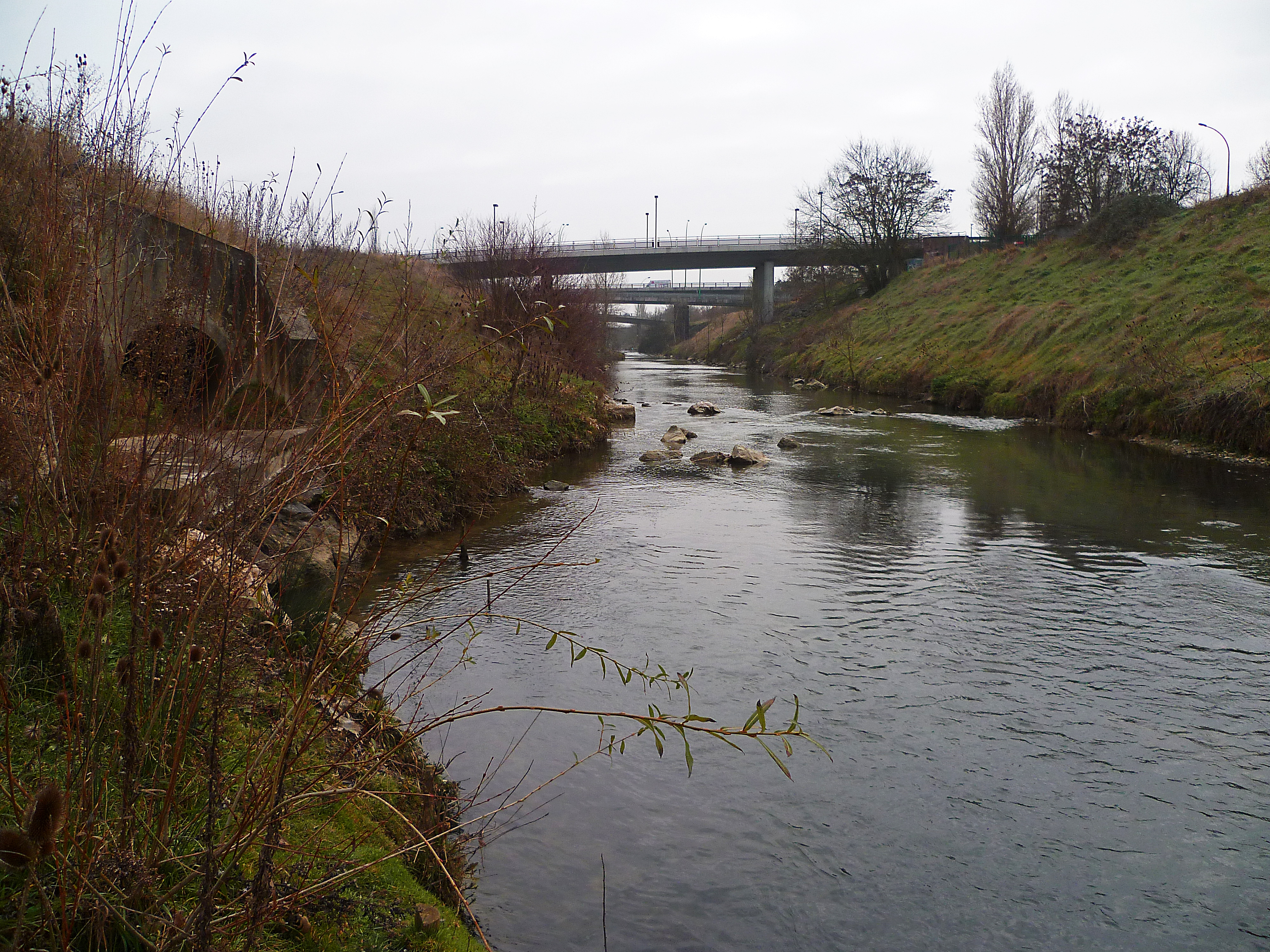
L'Hers-Mort a Tolosa.

- Aude : Mayreville, Salles-sur-l'Hers, Saint-Michel-de-Lanès,
- Alta Garonna : Villefranche-de-Lauragais, Villenouvelle, Baziège, Labège, Belberaud, Toulouse, Saint-Alban, Saint-Jory, Castelginest, Bruguières, Balma, L'Union, Castelnau-d'Estrétefonds, Saint-Sauveur, Launaguet, Fonbeauzard.

## I principali affluenti

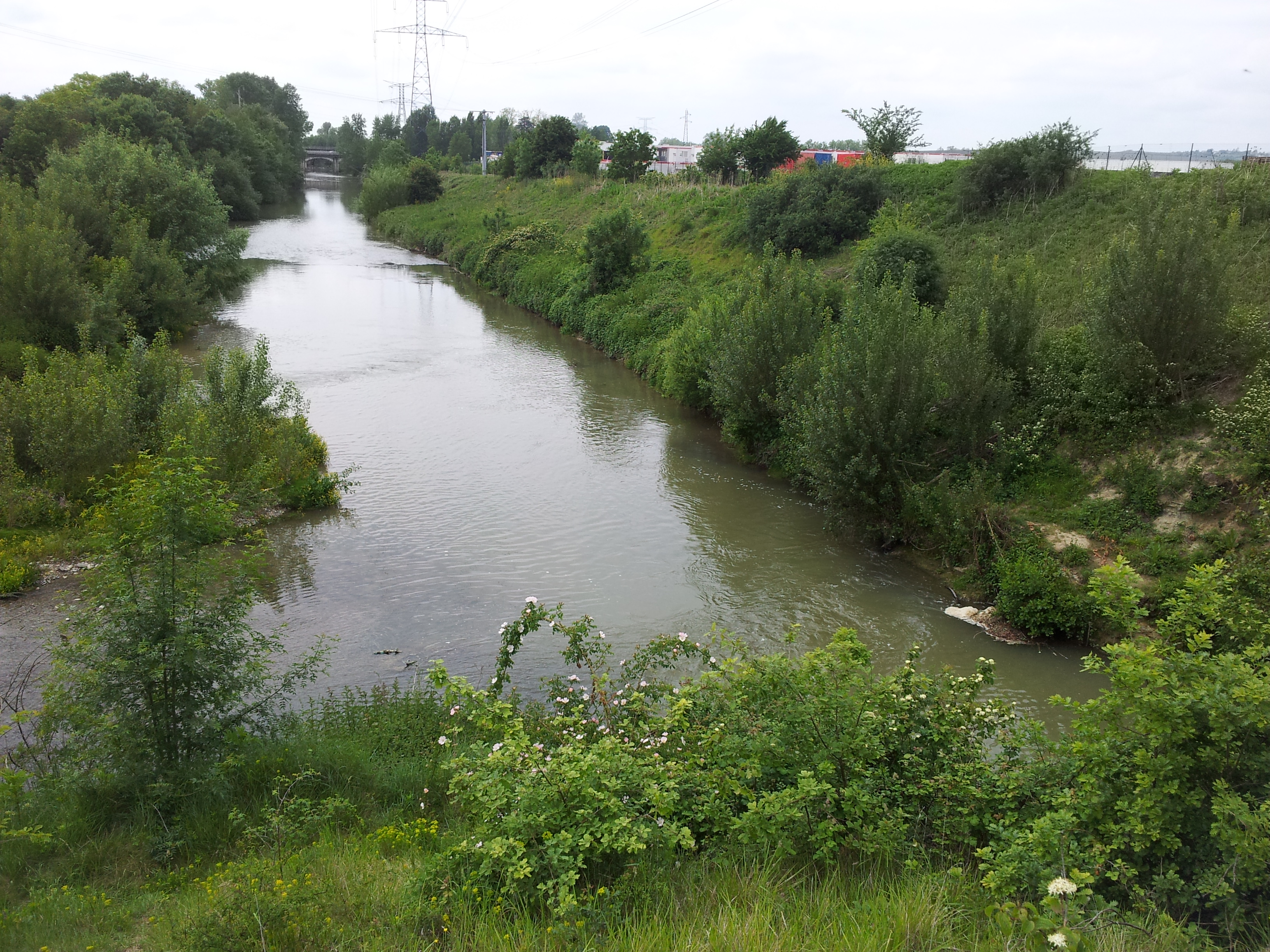
Confluenza del Girou con l'Hers.

L'Hers-Mort ha ottanta affluenti riconosciuti ufficialmente dei quali i principali sono (rd=alla destra orografica, rs=alla sinistra orografica):
- il Jammas (rs), 11.8  km;
- la Ganguise o torrente de Brésil (rd), 16.7 km con il lago di Ganguise;
- il Marès, 12.7  km;
- la Thésauque (rs), 16.7  km;
- il Gardijol (rs) 22.3  km;
- la Marcaissonne (rd), 26.6  km;
- la Saune (rd), 31.8  km;
- la Sausse (rd), 22.3  km;
- il Girou (rd), 64.5  km;
- il Riou Gras (rd), 2.3  km e il suo affluente, la Linasse (rd);
- il Noncesse (rd).

## Storia
Nella valle dell'Hers, lungo il territorio della città di Tolosa, il fiume fu canalizzato a partire dal 1710 (questi primi lavori sono durati circa cinquant'anni). Più tardi, il profondo fossato rettilineo che costituisce il letto dell'Hers è stato ancora allargato e scavato nel 1975 a seguito delle inondazioni del 1971 e del 1972, poi non debordò più.
Esso è anche stato consolidato in occasione dei lavori di costruzione della Tangenziale est di Tolosa alla fine degli anni 1990.
L'Hers-Mort è inoltre rialimentato dal lago artificiale della Ganguise, situato presso il Seuil de Naurouze, per sostenerne la capacità di irrigazione della piana paludosa della regione tolosana.

## Ecologia
Le rive dell'Hers preservano una fauna interessante, attratta dalla calma e dalla vegetazione. Vi si notano in particolare anatre selvatiche, aironi, nutrie e anche dei gabbiani.
Nella flora si contano molte acacie, pioppi e frassini.
Si tratta di una "colata" di verde vicino a Tolosa.